# Витто, Гийом Дюпра
Гийом Дюпра (дю Пра), барон де Витто (фр. Guillaume du Prat, baron de Vitteaux; после 1540 — 7 августа 1583, Париж) — французский дворянин, разбойник, бретёр и профессиональный убийца эпохи Религиозных войн.

## Биография
Третий сын Антуана IV Дюпра, сеньора де Нантуйе, прево Парижа, и Анн де Турзель д’Алегр, дамы де Преси-сюр-Врен, внук знаменитого кардинала Дюпра. Носил титул барона де Витто, владения, принесённого в приданое его матерью.
Родился в самом начале 1540-х годов (точная дата неизвестна), учился в Парижском университете и упоминается в числе дворян герцога Алансонского. Брантом, «которому нравились бретёры», был связан с бароном дружбой и характеризует его как невысокого человека, очень страшного в бою, методичного и последовательного мстителя, никому не дававшего пощады, и весьма искусного в организации уловок и засад.
К 25 годам барон де Витто уже совершил несколько убийств. Его первые громкие акты насилия были связаны с длительным спором его семьи с родом д’Алегр. Конфликт двух домов, начавшийся из-за наследства, со временем перерос в кровавую вендетту, длившуюся несколько десятилетий. В январе 1569 Витто напал на Антуана д’Алегра, сеньора де Мейо, которому хотел отомстить за своего брата, Франсуа дю Пра, барона де Тьера, заколотого Антуаном в поединке. Покушение не удалось, Гийом был схвачен, но сумел бежать из Консьержери.
В январе 1570 он вел разгульную жизнь в Тулузе, в компании некоего барона де Супе. Во время одной попойки Супе в шутку ударил Витто шандалом по голове и ранил до крови. Через несколько дней бывшие приятели сошлись в поединке. Супе был убит наповал, а Витто, переодевшись девицей, бежал из города.
В конце 1571 года Пьер дю Пра, самый младший из братьев, служивший пажом у герцога Алансонского и под началом его конюшего сьера де Гоннельё, был по неизвестным причинам убит этим последним. Витто немедленно начал охоту на убийцу, и в начале 1572 года, подкараулив сьера Гоннельё на большой дороге по пути в Пикардию, напал на него и убил без объяснений.
Следующей значительной жертвой барона стал сеньор де Мейо, до которого Гийом добрался в 1573 году. Семья убитого обратилась к королевскому правосудию, и Парижский парламент 11 марта 1574 года приговорил Витто к депортации на остров Ре.
Надежды на то, что приговор «положит конец кровавым подвигам барона», и успокоит вендетту, длившуюся уже восемь лет, не оправдались, так как, по имеющимся сведениям, он не был приведён в исполнение. Пьер де Вассьер, занимавшийся этим вопросом, в связи с историей дома д’Алегр, предполагает, что либо парламент предоставил отсрочку, либо вмешалась королевская власть. Брантом прямо пишет, что Генрих III, основной покровитель бретёра, вернувшись из Польши, помиловал приговорённого, и это свидетельство, хотя и не подкреплённое официальными документами, отбрасывать нельзя.
Сомнения связаны с тем, что фаворит Генриха III Луи де Беранже, сеньор Дю Га, был большим другом убитого Мейо и хотел смерти барона.
Брантом, водивший дружбу с обоими негодяями, сообщает по этому поводу следующее:

…Я хотел добиться его примирения с бароном, но столкнулся со множеством трудностей, особенно когда тот убил Милло д’Аллегра. Месье дю Га, который того очень любил, воспринимал его как собственного брата, и почти родню. Я несколько раз обращался к нему и просил оставить гнев и принять дружбу барона, который просил меня попытаться достичь примирения, но он мне отвечал: «Я люблю своих друзей не только живых, но и мертвых».— Brantôme. Les Vies des grands capitaines françois // Oeuvres complètes de Pierre de Bourdeille seigneur de Brantôme. T. V, pp. 356—357

## Убийство Дю Га
Наиболее громким преступлением Витто стало убийство Дю Га. Современники полагали, что причиной была не столько личная вражда с этим придворным, сколько вмешательство Маргариты де Валуа, якобы нанявшей барона для устранения фаворита, которого она ненавидела. Де Ту в LXI книге своей «Истории» подробно описывает это событие.
По словам Брантома, за три месяца до убийства Дю Га в Лувре показал ему добрый клинок и выразил готовность встретиться с бароном на Дворцовом острове, чтобы выяснить отношения. Узнав об этом, Витто сказал Брантому, что хорошо себе представляет возможности Дю Га как начальника охраны и королевского любимчика и не сомневается, что вместо честного поединка, его там будет ждать залп отряда аркебузиров. После этого он во всеуслышание объявил, что на четыре дня уезжает из Парижа, чтобы обмануть бдительность жертвы, но затем тайком вернулся, заняв позицию у монастыря августинцев.
По мнению сторонников версии о заговоре Маргариты Наваррской, события развивались следующим образом: герцогиня Неверская, самая близкая подруга королевы Наваррской, вышла на барона де Витто и, будучи покровительницей монастыря августинцев, устроила его встречу с Маргаритой в часовне в субботу 29 октября 1575 года. Наёмник колебался, зная, что за спиной Дю Га стоит сам король, но королева Марго умела быть убедительной. Де Витто якобы отказался от денег, потребовав оплаты натурой, и Маргарита, не любившая торговаться, расплатилась с ним прямо на месте.
Дю Га, опасавшийся убийц, обычно не расставался с охраной, но у него было тайное убежище на улице Сент-Оноре, где фаворит проходил изнурительный курс лечения какого-то кожного заболевания, возможно, сифилиса. Де Ту пишет, что это было тайное место для его свиданий с любовницей, маркизой д’Эстре. Подкупленный слуга открыл местонахождение дома, и в десять или одиннадцать часов вечера 31 октября, в канун Дня всех святых или 1 ноября, в самый праздник, Гийом Дюпра с тремя обычными пособниками, которых он именовал своими львами, прибыл на место. Поднявшись по шелковой лестнице на стену, он выломал ставни, и проник в помещение, где фаворит отдыхал после процедур. Дю Га не успел схватить оружие, и был сражён четырьмя ударами кинжала в живот.
Брантом описывает убийство несколько иначе. По его словам, Дю Га подкараулили у двери дома, он пытался спастись бегством в переулок, но барон со своими людьми догнал его и прикончил, после чего покинул столицу. Де Ту полагает, что праздник мёртвых был выбран бароном намеренно, чтобы перезвон колоколов заглушал возможный шум при покушении. Кроме того, обыватели, утомленные церковными процессиями, к тому времени должны были вернуться в свои дома, и убийцы имели возможность уйти незамеченными. По его словам, входная дверь была не заперта, убийцы вошли в дом, затем выбили дверь в комнату, где находился Дю Га. Фаворит был не один и во время общей драки сумел выскочить в окно, но в переулке его настигли и нанесли смертельные ранения, от которых он скончался через три часа, успев обвинить слугу в предательстве.

## Обвинение в заговоре
В 1577 году королю донесли о новом заговоре младшего брата, намеревавшегося, по слухам, организовать его убийство и затем захватить власть. Генрих уступил настояниям миньонов и приказал отправить в Бастилию фаворитов герцога Анжуйского, в первую очередь Ла Шатра и Бюсси д’Амбуаза. Барон де Витто не стал дожидаться ареста и бежал из Парижа. Его розыск король поручил парижскому прево Антуану Дюпра, что казалось странным решением, так как тот приходился барону старшим братом, и в 1573 году уже спас его от эшафота.
По сведениям Пьера де Л’Этуаля, с тех пор их отношения испортились, так как 22 июня 1576 года барон явился на свадьбу брата в замок Нантуйе, заставил его выдать 4000 экю, а также драгоценности, которые, как он заявил, причитаются ему по разделу семейного имущества, увел лошадей из конюшни и забрал лучшие из украшений, подаренных невесте.
Розыск вели в направлении Бургундии, где находился замок Витто. Соответствующий приказ поступил в Дижон 20 ноября. Граф де Шарни, генеральный наместник провинции, направил оттуда отряд капитана Бизу из 300 конных аркебузиров. Утром 22-го солдаты вступили в город Витто и окружили замок. Мост был поднят, а решетка опущена, поэтому капитан затребовал у наместника артиллерию.
Шарни собрал имевшиеся в Дижоне пушки, и даже потребовал срочно прислать дополнительные из Лангра и Лиона, и выступил к Витто. Не дожидаясь его прибытия, барон сумел ускользнуть. С наступлением темноты он тихо опустил мост и с двумя спутниками галопом пронесся мимо поста аркебузиров, не успевших принять меры, а затем скрылся в лесу, начинавшемся в сотне метров от города.
В декабре Ла Шатра и Бюсси освободили, но в отношении Витто генеральный прокурор Дижонского парламента 13 января 1578 огласил постановление, пришедшее из Парижа и объявлявшее о лишении беглеца воды и огня по обвинению в оскорблении величества.
Барон продолжал свои бесчинства: вместе с пятью или шестью постоянными сообщниками он ворвался в замок Шеванне, близ Витто, принадлежавший Франсуа Ле Марле, сеньору де Солону, разграбил сундуки и силой увез жену владельца, Клод Жако, дочь первого президента счётной палаты Дижона. 26 июня Ле Марле принес жалобу в Дижонский парламент.

## Королевское правосудие
Барон несколько лет находился в бегах, по-видимому, промышляя разбоем где-то в районе Дижона. Большой королевский совет вынес ему два смертных приговора (7.09.1579, за недавние преступления, и 18.04.1580, за разбой в Нантуйе), но преступник был неуловим.
Затем дело приняло неожиданный оборот. 20 июля 1581 Большой совет, очевидно, по настоянию герцога Анжуйского, вернувшегося из Нидерландов, объявил барона жертвой юридической ошибки, постановив снять обвинения, причём не только по подозрению в заговоре против короля, но и по делу в замке Шеванне. 27 января 1582 Генрих III жалованной грамотой утвердил это постановление, а главные жалобщики: Ле Марле и Антуан Дюпра даже были обязаны предстать перед парламентом и объяснить своё поведение. 10 июля 1582 Клод Ланге, королевский сержант в бальяже Осуа и канцелярии Бургундского герцогства, передал барону владения, находившиеся под секвестром.

## Месть
Подросший сын убитого Антуана де Мейо, маркиз Ив IV д’Алегр поклялся продолжить вендетту и отомстить барону. Согласно «Дневнику» Пьера де Л’Этуаля, вечером 15 февраля 1583 де Витто, возвращаясь из Лувра, попал в засаду на улице Сен-Жермен, близ Фор-л’Эвека, где его поджидали 10 или 12 вооружённых всадников. Отчаянно защищаясь, барон сумел уйти живой и невредимый, но один из его людей, итальянский капитан Сепуа, получил смертельное ранение в голову. По общему мнению, эта засада была устроена маркизом.
После неудачного покушения д’Алегр в течение трёх месяцев брал уроки фехтования у итальянских специалистов, а затем потребовал у де Витто сатисфакции по всем правилам. Дуэль состоялась 7 августа в восемь часов утра на пустыре за монастырем картезианцев Вовер, между нынешними Люксембургским садом и садом Парижской обсерватории, рядом с авеню Обсерватории.
Маркиз отверг предложение барона о примирении, и неожиданно для свидетелей поединка, одержал победу над хитрым и опытным бойцом. По словам последнего фехтовального инструктора д’Алегра, сьера Жана Феррона, наблюдавшего за поединком и рассказавшего о нем Брантому, «он никогда не видел человека столь храброго, столь решительного, и настолько желавшего покончить с врагом».
Согласно описанию Брантома, барон вышел без камзола, в рубахе на голое тело, как арестант, и злобно топорща усы. Он провёл две мощных эстокады, удар за ударом, но маркиз их парировал. Удивлённый де Витто начал наступать и рубить эстрамасонами, раскрылся и пропустил эстокаду, свалившую его на землю. Дуэльные правила XVI века позволяли добивать упавшего противника, и маркиз нанес ему три или четыре удара шпагой в корпус, не оставив ни одного шанса выжить.
Успех д’Алегра наделал много шума, и злые языки пытались распускать слухи об обмане, о том, что маркиз, также снявший перед боем камзол, надел под рубаху лёгкую кирасу, и что перед поединком ему каким-то образом удалось стесать наконечник шпаги барона. Эти сплетни передают Пьер де Л’Этуаль и Брантом, и, вероятнее всего, их распускала родня убитого, из ненависти к тому, кто сумел одолеть одного из самых опасных бретёров королевства.
Барон де Витто не был женат и оставил одну внебрачную дочь по имени Фортюн.

## Комментарии
1. ↑  Филипп Эрланже пересказывает этот исторический анекдот, не подвергая его сомнению (Эрланже, с. 226—227)
2. ↑  Согласно Пьеру де Л’Этуалю
3. ↑  Согласно Де Ту
4. ↑  По версии, которую приводит компатриот убитого Дю Га адвокат Адольф Рошас в первом томе своей «Биографии Дофине», верёвочная лестница была нужна барону для того, чтобы после убийства спуститься с парижской крепостной стены в условленном месте, где его ждала лошадь, и уехать подальше от столицы (Rochas, p. 106)
5. ↑  Брантом пишет о специальной короткой шпаге, оружии профессиональных убийц, с которым де Витто не расставался (Brantôme, p. 355)
6. ↑  По одним сведениям, названная Жако сопротивлялась при похищении, по другим — была сообщницей бандитов (Vassière, p. 186)